# Delphacodes
Delphacodes är ett släkte av insekter som beskrevs av Franz Xaver Fieber 1866. Delphacodes ingår i familjen sporrstritar.

## Dottertaxa tillDelphacodes, i alfabetisk ordning[1][2]
- Delphacodes actaeon
- Delphacodes acuministyla
- Delphacodes adela
- Delphacodes akashiensis
- Delphacodes albicollis
- Delphacodes albidens
- Delphacodes albifascia
- Delphacodes albifrons
- Delphacodes albinotata
- Delphacodes albocarinata
- Delphacodes alboguttata
- Delphacodes albomarginata
- Delphacodes albostriata
- Delphacodes alexanderi
- Delphacodes alpina
- Delphacodes analis
- Delphacodes andromeda
- Delphacodes anemonias
- Delphacodes angara
- Delphacodes anthracina
- Delphacodes argentinensis
- Delphacodes arvensis
- Delphacodes aterrima
- Delphacodes atrata
- Delphacodes atrior
- Delphacodes aubei
- Delphacodes axillaris
- Delphacodes balboae
- Delphacodes balli
- Delphacodes banosensis
- Delphacodes basalis
- Delphacodes basivitta
- Delphacodes bellicosa
- Delphacodes bergi
- Delphacodes biarmica
- Delphacodes bohemani
- Delphacodes boldi
- Delphacodes boxi
- Delphacodes brevipennis
- Delphacodes burjata
- Delphacodes campestris
- Delphacodes capellana
- Delphacodes capnodes
- Delphacodes carinata
- Delphacodes cataniae
- Delphacodes cayamensis
- Delphacodes chiloensis
- Delphacodes clypealis
- Delphacodes collina
- Delphacodes colocasiae
- Delphacodes colorata
- Delphacodes complexa
- Delphacodes concolor
- Delphacodes consimilis
- Delphacodes conspicua
- Delphacodes conwentzi
- Delphacodes cornigera
- Delphacodes correntosoensis
- Delphacodes culta
- Delphacodes curvistyla
- Delphacodes dalei
- Delphacodes darwini
- Delphacodes denticauda
- Delphacodes detecta
- Delphacodes difficilis
- Delphacodes dilpa
- Delphacodes dimidiatifrons
- Delphacodes dimidiatrifrons
- Delphacodes discolor
- Delphacodes discreta
- Delphacodes disonymos
- Delphacodes dissipata
- Delphacodes distincta
- Delphacodes distingueda
- Delphacodes dolera
- Delphacodes dolosa
- Delphacodes dryope
- Delphacodes elegantula
- Delphacodes exigua
- Delphacodes faimairei
- Delphacodes fairmairei
- Delphacodes fallax
- Delphacodes fascia
- Delphacodes fieberi
- Delphacodes flava
- Delphacodes flaveola
- Delphacodes flavida
- Delphacodes flavipennis
- Delphacodes floridae
- Delphacodes forcipata
- Delphacodes foveata
- Delphacodes framarib
- Delphacodes frontalis
- Delphacodes fulvidorsum
- Delphacodes fumipennis
- Delphacodes furcata
- Delphacodes fuscifrons
- Delphacodes fuscoirrorata
- Delphacodes fuscoterminata
- Delphacodes fuscovaria
- Delphacodes giffuensis
- Delphacodes gilletei
- Delphacodes gillettei
- Delphacodes gilveola
- Delphacodes gluciophila
- Delphacodes gracilis
- Delphacodes guaramanensis
- Delphacodes guianensis
- Delphacodes haglundi
- Delphacodes hargreavesi
- Delphacodes havanae
- Delphacodes havanensis
- Delphacodes haywardi
- Delphacodes hemiptera
- Delphacodes herrichii
- Delphacodes hessei
- Delphacodes humilis
- Delphacodes hyas
- Delphacodes identistyla
- Delphacodes indistincta
- Delphacodes juncea
- Delphacodes kahavalu
- Delphacodes kilmani
- Delphacodes koebelei
- Delphacodes lacteipennis
- Delphacodes laminalis
- Delphacodes latifrons
- Delphacodes lazulis
- Delphacodes leprotosoma
- Delphacodes leptosoma
- Delphacodes leptypha
- Delphacodes lethierryi
- Delphacodes limitata
- Delphacodes lineatipes
- Delphacodes longispina
- Delphacodes lucticolor
- Delphacodes lugubrina
- Delphacodes lutulenta
- Delphacodes lutulentella
- Delphacodes lyraeformis
- Delphacodes macroptera
- Delphacodes magna
- Delphacodes maikoensis
- Delphacodes marginalis
- Delphacodes marginicornis
- Delphacodes marshalli
- Delphacodes matanitu
- Delphacodes mcateei
- Delphacodes melanocephala
- Delphacodes metcalfi
- Delphacodes minoensis
- Delphacodes minuscula
- Delphacodes minutula
- Delphacodes mocsaryi
- Delphacodes modesta
- Delphacodes mongolica
- Delphacodes montezumae
- Delphacodes mulsanti
- Delphacodes nagaragawana
- Delphacodes neocclusa
- Delphacodes nigeriensis
- Delphacodes nigra
- Delphacodes nigricans
- Delphacodes nigricula
- Delphacodes nigridorsum
- Delphacodes nigrifacies
- Delphacodes nigrifrons
- Delphacodes nigrigaster
- Delphacodes nigripennis
- Delphacodes nigrostriata
- Delphacodes nipponica
- Delphacodes nitens
- Delphacodes nitidipennis
- Delphacodes niveimarginata
- Delphacodes obscurella
- Delphacodes obscurinervis
- Delphacodes occlusa
- Delphacodes osborni
- Delphacodes oxyura
- Delphacodes pacifica
- Delphacodes pallecips
- Delphacodes pallens
- Delphacodes pallidula
- Delphacodes paludicola
- Delphacodes paludosa
- Delphacodes parvistyla
- Delphacodes parvistylus
- Delphacodes paryphasma
- Delphacodes patruelis
- Delphacodes pellucida
- Delphacodes pictifrons
- Delphacodes platystylus
- Delphacodes propinqua
- Delphacodes protrusa
- Delphacodes pseudonigripennis
- Delphacodes puella
- Delphacodes pullula
- Delphacodes quadrispinosa
- Delphacodes radiata
- Delphacodes rectangularis
- Delphacodes reducta
- Delphacodes reyi
- Delphacodes rivularis
- Delphacodes rotundata
- Delphacodes sabrina
- Delphacodes saccharicola
- Delphacodes sagata
- Delphacodes salina
- Delphacodes saxicola
- Delphacodes schinias
- Delphacodes scutellata
- Delphacodes securigera
- Delphacodes seminigra
- Delphacodes semiobscura
- Delphacodes shermani
- Delphacodes sibirica
- Delphacodes signoreti
- Delphacodes similis
- Delphacodes simulans
- Delphacodes sinhalana
- Delphacodes sordida
- Delphacodes sordidula
- Delphacodes spinosa
- Delphacodes staminata
- Delphacodes stigmaticalis
- Delphacodes straminea
- Delphacodes striatella
- Delphacodes strigosa
- Delphacodes substitua
- Delphacodes tangira
- Delphacodes tapina
- Delphacodes tasmani
- Delphacodes teapae
- Delphacodes tenae
- Delphacodes thomasseti
- Delphacodes thoracica
- Delphacodes tschikoica
- Delphacodes turneri
- Delphacodes uhleri
- Delphacodes uncinata
- Delphacodes unda
- Delphacodes unicolor
- Delphacodes unistrigosa
- Delphacodes univittata
- Delphacodes waldeni
- Delphacodes walkeri
- Delphacodes varia
- Delphacodes vegetata
- Delphacodes venosa
- Delphacodes venosus
- Delphacodes wetmorei
- Delphacodes xerophila